# Columnea hirsutissima
Columnea hirsutissima är en tvåhjärtbladig växtart som beskrevs av Conrad Vernon Morton. Columnea hirsutissima ingår i släktet Columnea och familjen Gesneriaceae. Inga underarter finns listade i Catalogue of Life.